# Günther Jerschke
Günther Heinz Jerschke (* 8. Oktober 1921 in Breslau; † 6. Mai 1997 in Hamburg) war ein deutscher Schauspieler und Synchronsprecher.

## Leben
Günther Jerschke absolvierte eine Ausbildung zum Pharmazeuten, bevor er während des Zweiten Weltkriegs privaten Schauspielunterricht nahm. Nach dem Krieg erhielt er erste Engagements an verschiedenen Hamburger Theatern. 1954 trat er in München als Kabarettist im Simplicissimus auf. Seine erste kleine Filmrolle hatte er bereits als 17-Jähriger 1938 in Pour le Mérite, einem NS-Propagandafilm für die Luftwaffe.
Im Nachkriegskino sah man ihn erstmals 1951 in der Revue Die verschleierte Maja unter der Regie von Géza von Cziffra. Jerschke war fortan abonniert auf prägnante Nebenrollen, in denen er die unterschiedlichsten Charaktere verkörperte. 1957 spielte er in Bekenntnisse des Hochstaplers Felix Krull nach Thomas Mann, im selben Jahr in Die Heiden von Kummerow und ihre lustigen Streiche nach Ehm Welk und 1958 an der Seite von Curd Jürgens in Der Schinderhannes. Mit Heinz Erhardt sah man ihn in insgesamt vier Filmen, darunter in Natürlich die Autofahrer (1959) und Das kann doch unsren Willi nicht erschüttern (1970).

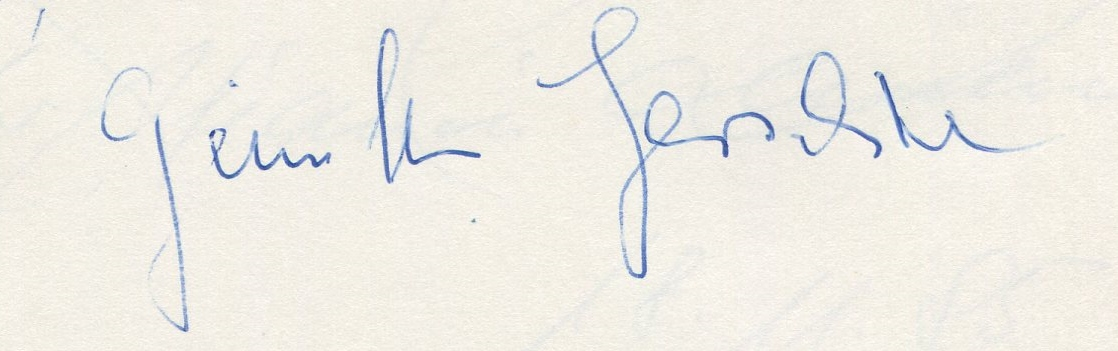
Autogramm Günther Jerschke

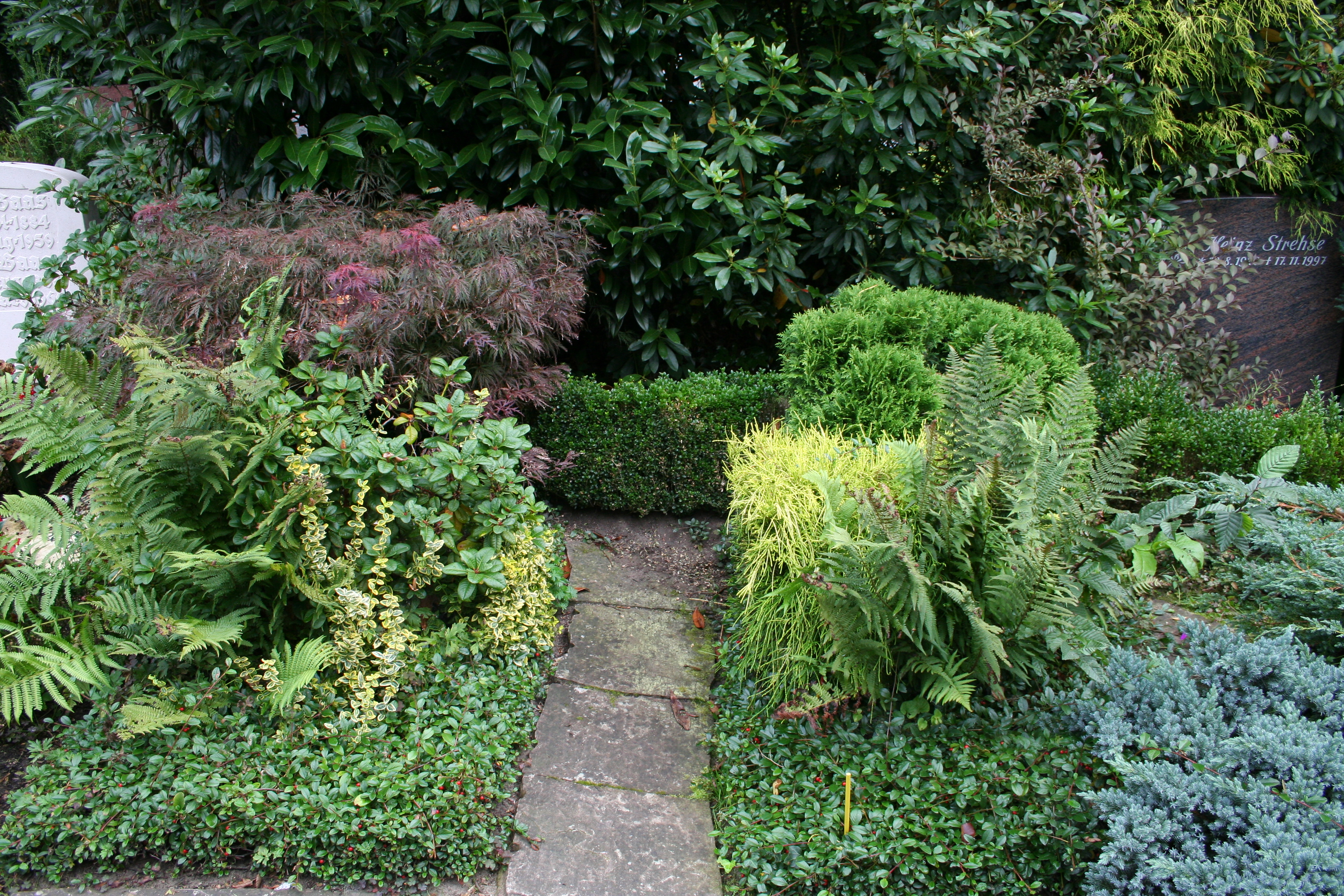
Grab Günther Jerschke ohne Grabstein

Kinozuschauern der 1960er Jahre war er vor allem durch seine regelmäßigen Auftritte in der Filmwochenschau Blick in die Welt wohlbekannt, wo er in humorvollen Filmspots als Bestatter oder als „Chirurg des schwarzen Humors“ Unfallverhütung propagierte (Zitat: „… denn bei mir liegen Sie richtig“).
Ab den 1960er Jahren trat Günther Jerschke auch vermehrt im Fernsehen auf. So spielte er 1962 in Wolfgang Staudtes Die Rebellion, ferner 1969 in den Dokumentarspielen Marinemeuterei 1917 und Der Fall Liebknecht-Luxemburg. Kleinere Rollen hatte er auch in den Fernsehserien Tatort, Sonderdezernat K1, Ein Fall für TKKG, Großstadtrevier und Zwei Münchner in Hamburg. Seine letzte Rolle hatte er in der Komödie Verdammt, er liebt mich an der Seite von Corinna Harfouch und Helmut Berger.
Als Synchronsprecher lieh er unter anderem Ralph Bellamy, Denholm Elliott und Lewis Stone seine Stimme. Zudem lieh er der Figur Professor Hastig in der Sesamstraße seine Stimme. In der Hörspielreihe Die drei Fragezeichen ist Günther Jerschke als Michael Julius Oames in der Folge Geisterstadt (64) bekannt. Außerdem sprach er die Rolle des Vater Zeit in den  Schlümpfen und Direktor Kaluppke in der Ottifanten-Zeichentrickserie.
Günther Jerschke wurde auf dem Alten Niendorfer Friedhof in Hamburg beigesetzt.

## Filmografie (Auswahl)
- 1938: Pour le Mérite
- 1951: Die verschleierte Maja
- 1952: Die Stimme des Anderen
- 1952: Toxi
- 1952: Der Weg zu Dir
- 1952: Der Kampf der Tertia
- 1953: Der träumende Mund
- 1953: Das singende Hotel
- 1953: Die Privatsekretärin
- 1953: Hochzeit auf Reisen
- 1953–1954: Schule für Eheglück (Fernsehserie, 5 Folgen)
- 1954: Männer im gefährlichen Alter
- 1954: Der Mann meines Lebens
- 1954: Das Ministerium ist beleidigt
- 1954: Drei vom Varieté
- 1955: Drei Tage Mittelarrest
- 1955: Heldentum nach Ladenschluß (Episode Captain Fox)
- 1956: Zu Befehl, Frau Feldwebel!
- 1956: Nina
- 1957: Bekenntnisse des Hochstaplers Felix Krull
- 1958: Dr. Crippen lebt
- 1958: Das Mädchen aus Hamburg (La fille de Hambourg, Fernsehfilm)
- 1958: Bühne frei für Marika
- 1958: Der Tod auf dem Rummelplatz (Fernsehfilm)
- 1958: Der Schinderhannes
- 1959: Der Mann, der sich verkaufte
- 1959: Verbrechen nach Schulschluß
- 1959: Natürlich die Autofahrer
- 1959: Buddenbrooks (2 Teile)
- 1959: Salem Aleikum
- 1959: Drillinge an Bord
- 1960: Pünktchen und Anton (Fernsehfilm)
- 1960–1962: Am Abend ins Odeon (Fernsehserie, 10 Folgen)
- 1961: Der Teufel spielte Balaleika
- 1961: Die toten Augen von London
- 1961: Im 6. Stock
- 1961: Der Lügner
- 1961: Unser Haus in Kamerun
- 1962: Das Rätsel der roten Orchidee
- 1963: Stadtpark
- 1964: Begegnung in Salzburg
- 1964: Das wissen die Götter (2 Folgen)
- 1964: Polizeirevier Davidswache
- 1965: Diamantenbillard (Un milliard dans un billard)
- 1966: Intercontinental Express: Die Reise nach Rom (Fernsehserie, 1 Folge)
- 1967: Vergiß nicht, deine Frau zu küssen (Elsk… din næste)
- 1967: Die Heiden von Kummerow und ihre lustigen Streiche
- 1968: Bürgerkrieg in Rußland (Mehrteiler, 2 Folgen)
- 1969: Der Fall Liebknecht-Luxemburg (Fernseh-Zweiteiler)
- 1969: Marinemeuterei 1917 (Fernsehfilm)
- 1969: Kim Philby war der dritte Mann (Fernsehfilm)
- 1969: Zieh den Stecker raus, das Wasser kocht (Fernsehfilm)
- 1970: Das kann doch unsren Willi nicht erschüttern
- 1971: Theatergarderobe (Fernsehserie, 6 Folgen)
- 1971: Tatort: Blechschaden
- 1971: Kein Geldschrank geht von selber auf – Die Eddie-Chapman-Story (Fernsehfilm)
- 1971: Jürgen Roland’s St. Pauli-Report
- 1972: Gran Canaria (Fernsehfilm)
- 1972: Mit dem Strom (Fernsehfilm)
- 1972: Nicht Lob – noch Furcht. Graf Galen, Bischof von Münster (Fernsehfilm)
- 1973: Weekend im Paradies (Millowitsch-Theater)
- 1974: Eine ungeliebte Frau (Fernsehfilm)
- 1975: Die Stadt im Tal (zweiteiliger Fernsehfilm)
- 1975–1981: Sonderdezernat K1 (Fernsehserie, 2 Folgen)
- 1977: Die kluge Bauerntochter (Produktion 1971)
- 1989–1993: Zwei Münchner in Hamburg (Fernsehserie, 36 Folgen)
- 1991–1996: Großstadtrevier (Fernsehserie, 3 Folgen)
- 1994: Sonntag & Partner (Fernsehserie)
- 1996: Verdammt, er liebt mich (Fernsehfilm)

## Hörspiele (Auswahl)
- 1954: Erich Kuby, Gerhard Pohl: Der Sonderzug. Ein Hörspiel aus Schlesiens Schicksalstagen (1. schlesischer Spieler) – Regie: Kurt Reiss (NWDR / BR / HR)
- 1955: Walter Niebuhr: Der echte Eckensteher. Ein Einakter um das Berliner Original Nante (Aktuarius) – Regie: Hans Henjes (RB)
- 1995: Die drei ???: Geisterstadt (Folge 64, Stimme von Michael Oames)